# USS Conway (DD-507)
Pour les autres navires du même nom, voir USS Conway.
L'USS Conway (DD-507/DDE-507) est un destroyer de la classe Fletcher en service dans la Marine des États-Unis pendant la Seconde Guerre mondiale. Il a été nommé en l'honneur de William Conway (1802–1865) qui s'est distingué pendant la guerre civile américaine.

## Construction
Sa quille est posée le 5 novembre 1941 au chantier naval Bath Iron Works de Bath, dans l'état du Maine. Il est lancé le 16 août 1942 ; parrainée par l'épouse du capitaine Frank E. Beatty, U.S.Navy, assistant naval du Secrétaire de la Marine, dans le cadre du plus grand lancement de masse à ce stade du programme de construction navale de guerre et le plus grand de l'histoire du Maine, dans lequel cinq cargos britanniques de type Ocean ship, le Liberty Ethan Allen, les destroyers USS Cony (DD-508) et le Conway' ont été lancés. Le navire est mis en service le 9 octobre 1942.

## Historique

### Seconde Guerre mondiale

#### 1943
Le Conway quitta Norfolk le 5 décembre 1942 pour Nouméa, et Éfaté et arriva le 13 janvier. Il a pris la mer le 27 janvier alors que sa force naviguait à la rencontre des navires japonais évacuant les troupes de Guadalcanal. Les 29 et 30 janvier, sa force subit une forte attaque aérienne ennemie lors de la bataille de l'île de Rennell. Le Conway touche plusieurs avions ennemis et sauve les survivants du croiseur USS Chicago (CA-29). Pendant tout le mois de février, il a patrouillé entre Espiritu Santo et Guadalcanal, et entre le 4 et le 6 mars, il a participé au bombardement de Vila Stanmore et à un balayage des navires dans le golfe de Kula.

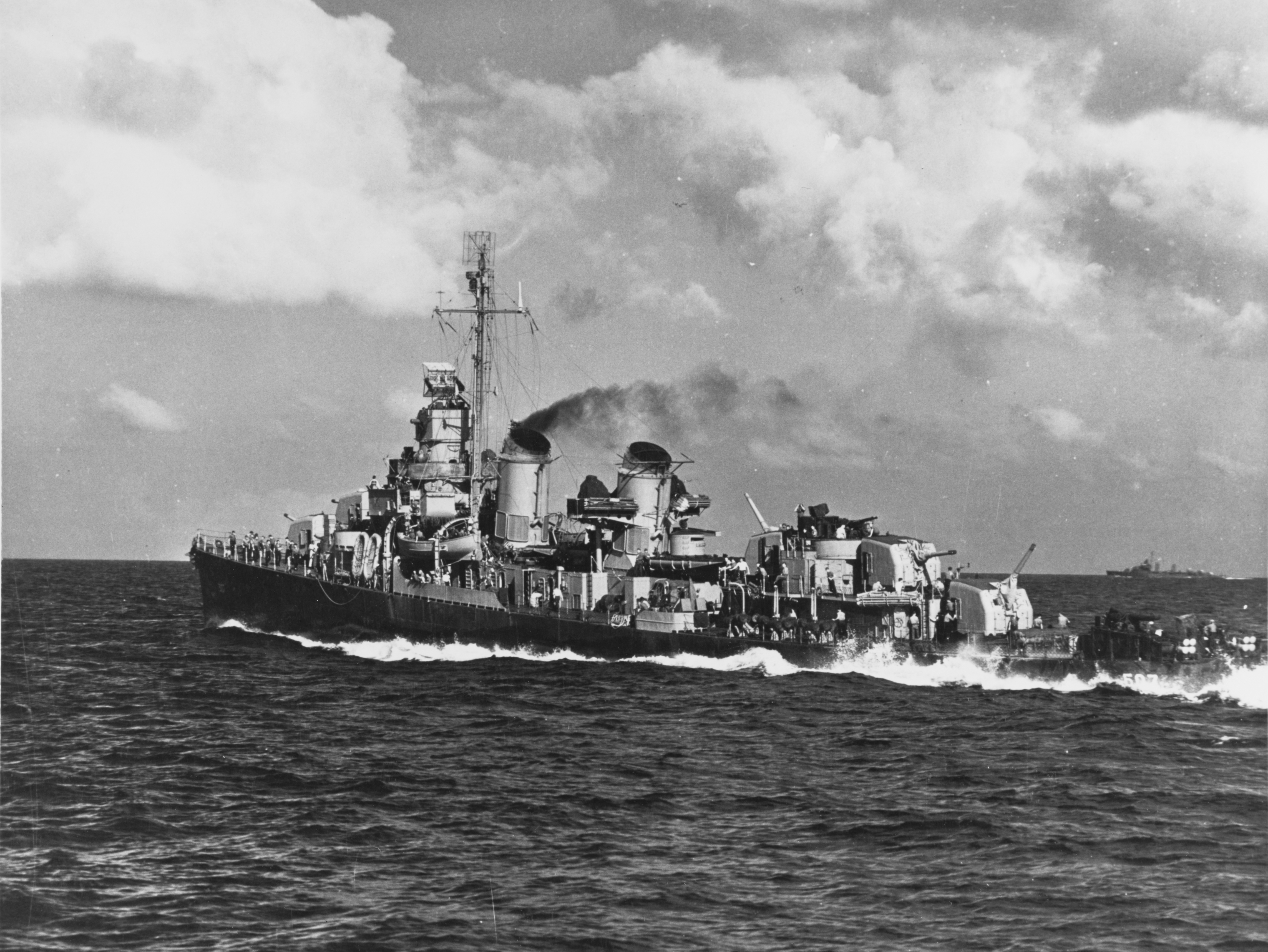
Le Conway en août 1943.

À partir du 10 mars 1943, le Conway a effectué des patrouilles et des entraînements depuis Éfaté. Il quitta Éfaté le 15 juin pour soutenir les débarquements de Rendova, escortant des navires de ravitaillement, puis il effectua les mêmes tâches pour les opérations en Nouvelle-Géorgie, et bombarda Kolombangara et Munda. Entre le 26 juillet et le 12 août, il a opéré à partir de la baie de Purvis, escortant des unités de ravitaillement et effectuant des raids de nuit sur les navires japonais « en amont du Slot. » Il quitte la baie de Purvis le 13 août pour participer à l'opération de Vella Lavella, escorte des bâtiments de débarquement de chars Landing Ship Tank (LST) et des navires de ravitaillement jusqu'à la plage, puis reprend la patrouille au nord et à l'ouest de l'île. Il est retourné à Guadalcanal le 30 août en escortant des transports transportant les First Marine Raiders, et jusqu'au 12 septembre, il a effectué des raids de nuit sur des barges ennemies au large de Guadalcanal.
Après une révision dans les îles Fidji et à Sydney, en Australie, le Conway retourne aux opérations du Pacifique Sud-Ouest en octobre 1943. Le 27 octobre, il a participé aux débarquements initiaux dans les îles du Trésor, puis aux débarquements sur Choiseul. Il a soutenu les débarquements à Bougainville le 29 octobre, et jusqu'au 10 février 1944, il a poursuivi les opérations de soutien des troupes à terre sur Bougainville, escortant les convois de renfort et tirant sur des cibles terrestres. Entre le 11 et le 17 février, il participe au débarquement sur l'île Green, puis retourne à ses opérations à Bougainville.

#### 1944
Entre le 28 février 1944 et le 17 mars, le Conway a bombardé des cibles en Nouvelle-Bretagne et en Nouvelle-Irlande pendant la journée, et a effectué des recherches de navires ennemis pendant la nuit dans les eaux au large de ces îles. Jusqu'au 4 mai, il a poursuivi ses opérations dans les îles Salomon en tant qu'escorteur, en patrouillant et en participant à des exercices avec des croiseurs.
Le 8 mai, à Majuro, le Conway a rejoint la 5e flotte (5th Fleet). Il a quitté Majuro le 14 mai pour Pearl Harbor et Kwajalein, où il a chargé des troupes pour l'opération de Saipan, les a débarquées le 15 juin sous un feu nourri, et a servi de navire d'appui-feu rapproché et d'écran au large de l'île. Après s'être ravitaillé à Eniwetok, le Conway a participé au bombardement de Guam et de Tinian avant l'assaut, et est resté pour couvrir les débarquements à Tinian. Il a continué à opérer dans la campagne des îles Mariannes jusqu'au 12 août, date à laquelle il est parti pour San Francisco pour une révision.
Le Conway retourne à Ulithi le 21 novembre 1944 pour rejoindre la 7e flotte (7th Fleet). Il a immédiatement pris la mer pour patrouiller dans le golfe de Leyte, participer à un balayage anti-sous-marin dans la mer des Camotes, et participer au bombardement de Palompon et de la baie d'Ormoc. Après s'être ravitaillé à Kossol Roads, le Conway a couvert le débarquement de Mindoro, puis a patrouillé à l'ouest de Mindoro dans la mer de Sulu jusqu'au 23 décembre, date à laquelle il a fait escale à Manus.

#### 1945
Le Conway reprend la mer le 31 décembre pour les premiers débarquements sur Lingayen, Corregidor et Parang, et continue à opérer dans les eaux philippines jusqu'en juin 1945. Le 7 juin, le Conway a quitté la baie de Subic dans le groupe de couverture éloigné pour l'opération de la baie de Brunei. Il a couvert le dragage de mines et a participé au bombardement de pré-assaut à Balikpapan, a gardé une équipe de démolition sous-marine (Underwater Demolition Team - UDT) pendant qu'elle préparait la plage, et a effectué des bombardements pendant les débarquements proprement dits. Il s'est reposé brièvement à Leyte, puis a participé aux débarquements dans la baie de Saragani, à Mindanao.
À la fin de la guerre, le Conway a commencé à patrouiller à l'est du golfe de Leyte, et a soutenu les opérations de dragage de mines dans la mer Jaune, visitant Okinawa et Tsingtao. Il a fait escale à Jinsen, en Corée, du 20 au 24 septembre 1945, puis a navigué dans la mer de Chine méridionale et orientale en tant que navire-amiral des forces qui ont transporté les troupes chinoises de l'Indochine à Formose et en Mandchourie jusqu'au 29 décembre, date à laquelle il a quitté Shanghai pour San Diego, New York et Charleston en Caroline du Sud, où il est arrivé le 13 mars. Le Conway a été mis hors service en réserve le 25 juin 1946, amarré à Charleston.

### L'après-guerre
Le Conway est remis en service à Boston le 8 novembre 1950, après avoir été transformé en destroyer d'escorte (DDE-507). Après un entraînement, il quitte Norfolk le 14 mai 1951 pour Sasebo, où il arrive le 15 juin. Il escorte un convoi de Shantung à la Mandchourie, participe à des exercices de chasse et de destruction au large d'Okinawa et protège la Task Force 77 (TF 77) au large de la Corée. Entre le 14 et le 28 octobre, le Conwaya participé à des bombardements à Kolgochi-Ri, Hodo Pando, Hungnam et Wonsan, et a patrouillé dans ces zones. Il a quitté Sasebo le 31 octobre pour le canal de Suez, a traversé la Méditerranée et l'Atlantique, et est revenu à Norfolk le 20 décembre.
Le 16 septembre 1953, il a participé à son premier exercice de l'Organisation du traité de l'Atlantique nord (OTAN), dans l'Atlantique nord, avant de poursuivre son service en Méditerranée avec la 6e flotte (6th Fleet), et de revenir à Norfolk le 8 février 1954. Son entraînement se concentre sur la guerre anti-sous-marine, et en 1955 et 1957, il retourne en Méditerranée. En 1957, il patrouille en Méditerranée orientale et dans les Dardanelles pendant la crise en Jordanie. Au début de l'automne 1957, il a visité des ports d'Europe du Nord tout en participant à des exercices de l'OTAN, et de janvier à mars 1958, il a testé de nouvelles armes anti-sous-marines au large de Key West.
En avril 1958, le Conway prend la mer avec la TF Alfa, un groupe qui expérimente des tactiques anti-sous-marines, et pendant le reste de l'année 1958, 1959 et 1960, il passe la plupart de son temps en mer avec cette force. En juin 1960, il a visité la ville de Québec, au Canada, et en décembre de la même année, il a participé au sauvetage des survivants d'un pétrolier marchand qui s'était brisé en deux au large du cap Hatteras.
Le Conway est redevenu le DD-507 le 30 juin 1962.
Le Conway a été déployé à Wes Pac Vietnam de juillet 1966 à décembre 1966.
Le Conway a été rayé du registre des navires de la marine (Naval Vessel Register) le 15 novembre 1969. Il a été coulé comme cible le 26 juin 1970.

## Décorations
Le Conway a reçu 13 battles stars pour son service pendant la Seconde Guerre mondiale et 2 battles stars pendant la guerre de Corée.